# Kaarlo Mäkinen

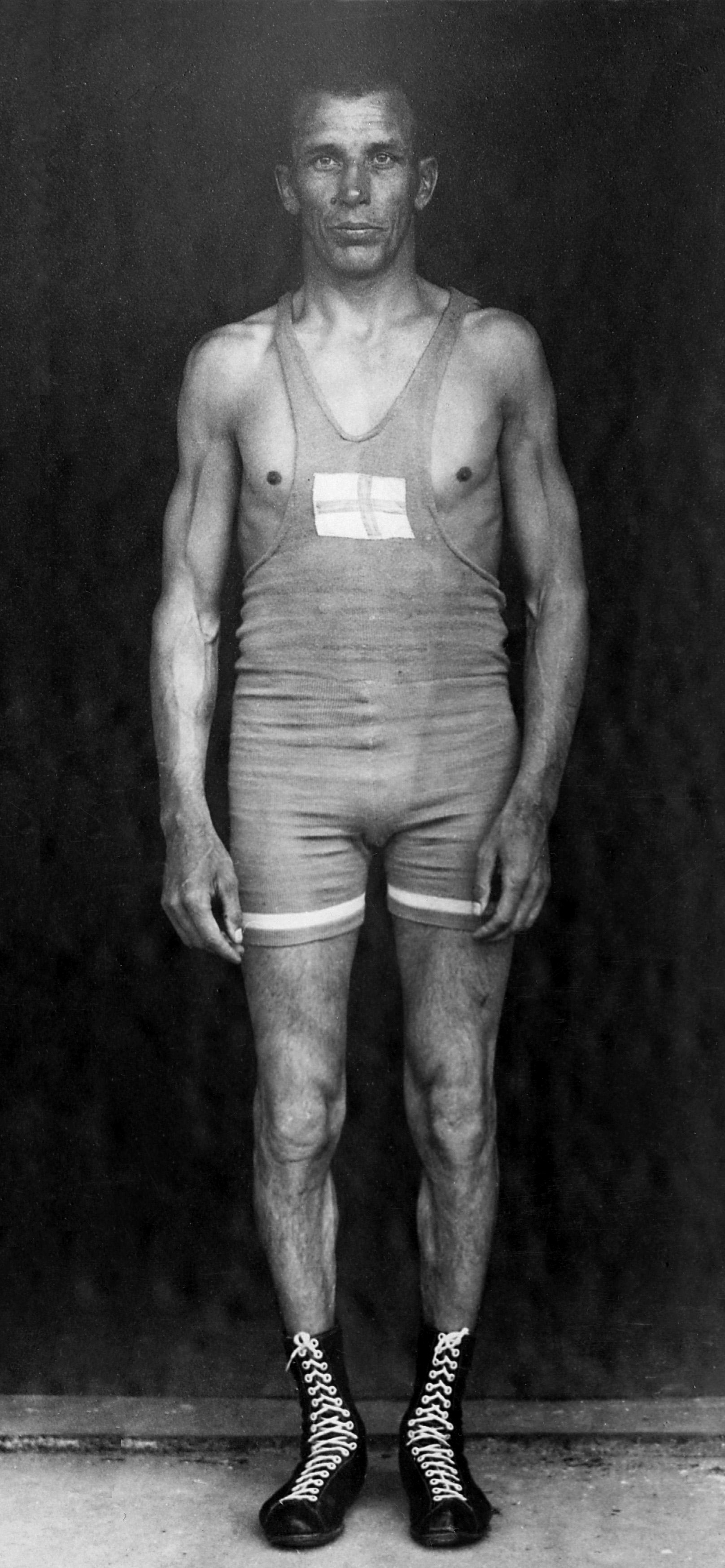
Kaarlo Mäkinen

Kaarlo Edvin Mäkinen (* 14. Mai 1892 in Mariehamn; † 11. Mai 1980 in Turku) war ein finnischer Ringer und Olympiasieger.

## Werdegang
Kaarlo Mäkinen begann als Jugendlicher mit dem Ringen. Er gehörte den Sportvereinen Turun Riento Turku bzw. Turun Voimamiehet Turku an. Er rang sowohl im griechisch-römischen Stil als auch im freien Stil und war in beiden Stilarten erfolgreich.
1918 gewann er bei der finnischen Meisterschaft mit einem 3. Platz im griechisch-römischen Stil im Federgewicht seine erste Medaille. Finnischer Meister wurde er insgesamt viermal, zweimal im griechisch-römischen Stil und zweimal im freien Stil.
1920 startete er bei den Olympischen Spielen in Antwerpen im freien Stil im Federgewicht. Er verlor dort gegen Samuel Gerson aus den Vereinigten Staaten, womit er ausschied und nur den 9. Platz belegte.
1921 wurde Kaarlo Mäkinen in Helsinki im griechisch-römischen Stil im Bantamgewicht Vizeweltmeister. Ausschlaggebend dafür war seine Niederlage gegen seinen Landsmann Väinö Ikonen. Bei der Weltmeisterschaft 1922 in Stockholm besiegte er im Bantamgewicht im griechisch-römischen Stil u. a. Armand Magyar aus Ungarn, verlor aber gegen Eduard Pütsep aus Estland und Fritjof Svensson aus Schweden, womit er auf den 3. Platz kam.
Bei den Olympischen Sommerspielen 1924 in Paris gewann er im freien Stil im Bantamgewicht hinter seinem Landsmann Kustaa Pihlajamäki und vor dem US-Amerikaner Bryan Hines die Silbermedaille. Bei den Olympischen Spielen 1928 in Amsterdam gelang ihm dann im freien Stil im Bantamgewicht der ganz große Erfolg, er gewann die Goldmedaille. Auf dem Weg zu diesem Erfolg besiegte er H. Sansum, Großbritannien, Edmond Spapen aus Belgien und Robert Hewitt aus den Vereinigten Staaten.
Bei seit 1925 regelmäßig stattfindenden Europameisterschaften war Kaarlo Mäkinen nicht am Start.

## Internationale Erfolge
| Jahr | Platz  | Wettbewerb      | Stilart | Gewichtsklasse | Ergebnisse |
| 1920 | 9.     | OS in Antwerpen | F       | Feder          | nach einer Niederlage gegen Samuel Gerson, USA |
| 1921 | 2.     | WM in Helsinki  | GR      | Bantam         | nach einer Niederlage gegen Väinö Ikonen, Finnland und Siegen über Johan Välimaa, Schweden, Risto Mustonen, Finnland und Albert Volrat, Estland                              |
| 1922 | 3.     | WM in Stockholm | GR      | Bantam         | nach Siegen über Karl Andersson und Harald Jönsson, beide Schweden und Armand Magyar, Ungarn und Niederlagen gegen Eduard Pütsep, Estland und Fritjof Svensson, Schweden     |
| 1924 | Silber | OS in Paris     | F       | Bantam         | nach Siegen über H. Darby, Großbritannien, Bryan Hines, USA, Gaston Ducayla, Frankreich und Ragnar Larsson, Schweden und einer Niederlage gtgen Kustaa Pihlajamäki, Finnland |
| 1928 | Gold   | OS in Amsterdam | F       | Bantam         | nach Siegen über H. Sansum, Großbritannien, Edmond Spapen, Belgien und Robert Hewitt, USA                                                                                    |

## Finnische Meisterschaften
| Jahr | Platz | Stilart | Gewichtsklasse | Ergebnisse                                 |
| 1918 | 3.    | GR      | Feder          | hinter Kalle Anttila und August Pekkanen   |
| 1919 | 3.    | GR      | Feder          | hinter Kalle Anttila und August Pekkanen   |
| 1920 | 2.    | GR      | Bantam         | hinter August Pekkanen                     |
| 1921 | 1.    | GR      | Bantam         | vor Väinö Ikonen und Arvo Kangas           |
| 1923 | 1.    | GR      | Bantam         | vor Urho Pappinen und Osvald Lahtinen      |
| 1923 | 1.    | F       | Feder          | vor Vilho Ollila und Jussi Viitala         |
| 1924 | 3.    | GR      | Bantam         | hinter Anselm Ahlfors und Kalle Immonen    |
| 1926 | 2.    | GR      | Bantam         | hinter Urho Pappinen und vor Kalle Immonen |
| 1928 | 1.    | F       | Bantam         | vor Joppe Ryhänen und Aatos Jaskari        |

Erläuterungen
- OS = Olympische Spiele, WM = Weltmeisterschaft
- GR = griechisch-römischer Stil, F = freier Stil
- Bantamgewicht, Gewichtsklasse, damals bis 58 kg, Federgewicht, damals bis 60 kg Körpergewicht